# Not for Beginners
Not for Beginners è un album in studio da solista del musicista britannico Ronnie Wood, pubblicato nel 2001.

## Tracce
Tutte le tracce sono state composte da Ronnie Wood; eccetto dove indicato.
1. Wayside – 2:37
2. Rock 'n Roll Star (Chris Hillman, Roger McGuinn) – 3:24
3. Whadd'ya Think – 2:57
4. This Little Heart – 3:39
5. Leaving Here (Eddie Holland, Lamont Dozier, Brian Holland) – 3:19
6. Hypershine – 3:37
7. R U Behaving Yourself? – 3:24
8. Be Beautiful – 3:17
9. Wake Up You Beauty – 3:19
10. Interfere – 4:39
11. Real Hard Rocker – 3:08
12. Heart, Soul and Body – 3:24
13. King of Kings (Bob Dylan) – 3:36